# Ялмарий Йыван
Ялмари́й Йыва́н (псевдоним, настоящее имя — Ива́н Ива́нович Каза́нцев) (25 сентября 1920, д. Средний Шургуял, Уржумский уезд, Вятская губерния — 28 мая 1984, г. Йошкар-Ола, Марийская АССР) — марийский советский писатель-драматург, прозаик, журналист, педагог, партийно-административный руководитель. Директор Марийского республиканского Дома народного творчества (1955—1958, 1969—1978), директор Марийского книжного издательства (1958—1963). Участник Великой Отечественной войны. Член ВКП(б) с 1942 года.

## Биография
Родился 25 сентября 1920 года в д. Средний Шургуял ныне Куженерского района Марий Эл в крестьянской семье. Окончил местную школу, с 3 курса Сернурского педагогического училища начал работать сельским учителем.
С 1941 года в рядах Красной армии. Участник Великой Отечественной войны: младший политрук, комсорг миномётного полка танкового Уманьского ордена Суворова корпуса, помощник начальника политотдела по работе среди комсомола 66 гвардии танковой бригады 12 гвардейского танкового корпуса на Юго-Западном фронте. Учился на курсах по подготовке офицерского состава, гвардии капитан. В 1942 году принят в ВКП(б).
После демобилизации из армии в 1947—1949 годах учился в Горьковской межобластной партийной школе, а в 1958 году заочно окончил Высшую партийную школу при ЦК КПСС. Работник партийно-советских органов Марийской АССР (заместитель председателя Медведевского РИК, 2-й секретарь Медведевского райкома КПСС, сотрудник отдела пропаганды Куженерского райкома КПСС). С 1954 года занимал руководящие должности в сферы культуры Марийской республики: начальник отдела по делам искусств Министерства культуры МАССР, в 1955—1958, 1969—1978 годах — директор Дома народного творчества Марийской АССР, в 1958—1963 годах — директор Марийского книжного издательства. В 1963—1968 годах работал журналистом на Марийском телевидении.
Умер 28 мая 1984 года в Йошкар-Оле.

## Литературная деятельность
Писать начал с 1950-х годов как драматург. Является автором более 20 пьес для театров Марийской республики. В 1968 году в Йошкар-Оле вышел в свет сборник его пьес «Шешке» («Сноха»). Пьесы «Поро эр» («Доброе утро», 1954), «Пиалым арален моштыман» («Счастье надо беречь», 1956), «Вич йолташ» (Пятеро друзей», 1959) и другие ставились в Марийском национальном театре драмы им. М. Шкетана.
Писал и прозаические произведения, например, повесть «Садеран ялем» («Деревня моя в саду», 1973).

## Основные произведения
Далее представлены основные произведения Ялмарий Йывана:
- Агроном: пьеса // Кече лекме годым. — Йошкар-Ола, 1956. — С. 3—15.
- Чодра патыр; Лугыч лийше темлымаш // Ик кыдежан пьеса-влак. — Йошкар-Ола, 1959. — С. 53—90.
- Верушын мыскараже // Пиал шулдыран: ик кыдежан пьеса-влак. — Йошкар-Ола, 1963. — С. 36—57.
- Шешке: пьеса-влак [Сноха: пьеса]. — Йошкар-Ола, 1968. — 108 с.
- Товатыме мундыра: пьеса // Йолташ. — Йошкар-Ола, 1970. — С. 85—109.
- Татьяна Васильевна; Тулачын ойжо; Омо: пьеса-влак // Тул чÿкталтмек. —Йошкар-Ола, 1972.  — С 3—19; 64—72; 88—101.
- Садеран ялем: повесть [Деревня моя в саду]. — Йошкар-Ола, 1973. — 96 с.

## Театральные постановки
Список основных театральных постановок по пьесам Ялмарий Йывана:
- Поро эр [Доброе утро: комедия]. (Марийский театр). 1954.
- Пиалым арален моштыман [Счастье надо беречь: комедия]. (Марийский театр). 1956.
- Вич йолташ [Пятеро друзей: комедия]. (Марийский театр). 1959.
- Тул иÿла [Горит огонь: драма]. (Марийский театр). 1964.

## Награды
- Орден Красной Звезды (16.09.1944)[7]
- Орден Отечественной войны II степени (05.02.1945)[8]
- Орден Отечественной войны I степени (21.05.1945)[9]
- Медаль «За отвагу» (04.04.1944)[10]
- Медаль «За победу над Германией в Великой Отечественной войне 1941—1945 гг.» (09.05.1945)[11]
- Медаль «За взятие Берлина» (09.06.1945)[12]
- Медаль «За освобождение Варшавы» (09.06.1945)[13]
- Медаль «За доблестный труд. В ознаменование 100-летия со дня рождения Владимира Ильича Ленина» (1970)

## Память
Лучшие пьесы Ялмарий Йывана ставились и продолжаются ставиться на сцене Марийского национального театра драмы им. М. Шкетана.